# Adela Noriega
Adela Amalia Noriega Méndez (Cidade do México, 24 de outubro de 1969) é uma ex-atriz, modelo e apresentadora mexicana.

## Biografia
Foi descoberta aos 12 anos quando estava em um shopping com a mãe dela. Começou como modelo de publicidade e fotonovelas. Em 1985 ganhou o prêmio "Iniciante do Ano" de um grande jornal mexicano chamado "Heraldo", neste mesmo ano ganhou evidência ao participar de vídeos musicais de cantores como Lucía Méndez (Corazón de fresa) e Luis Miguel (Palabra de honor). Além disso, participou do filme "Un sábado más" ao lado de Pedro Fernández. Sua ida para a TV aconteceu mais ou menos nesse mesmo período quando acabou integrando o elenco do famoso programa cômico "¡¡Cachún cachún ra ra!!." 
Sua primeira oportunidade em uma novela aconteceu ainda em 1984 quando integrou o elenco da novela Principesa e posteriormente, em 1985, entrou no elenco da novela Juana Iris, em ambas as novelas a atriz deu vida a vilãs. 
Em 1987, Adela ganhou o seu primeiro papel como protagonista em um curta novela chamada 'Yesenia'. Nesse mesmo ano, ela obteve mais um papel principal na telenovela juvenil, Quinceañera, primeira telenovela destinada aos adolescentes. Em 1989, ela voltou como Lucero Sandoval em Dulce Desafío, par com Eduardo Yáñez. Em 1993, obteve um contrato com a Telemundo para desempenhar o papel principal em Guadalupe, sendo vetada da Televisa por vários anos.
Em 1995, trabalhou na Colômbia para RTI, estrelando a telenovela María Bonita. Em 1997 retorna à Televisa sob as mãos da produtora Carla Estrada, estrelando María Isabel ao lado do ator Fernando Carrillo. 
Um ano depois, estrelou em telenovela de grande sucesso, O Privilégio de Amar, com Helena Rojo. Ela obteve um prêmio TVyNovelas em 1999 por seu papel de "melhor atriz joven."
Em 2001 ela estrelou a novela El manantial junto com o ator Mauricio Islas.
Em 2003, retorna a TV como Matilde Peñalver y Beristáin, na altamente aclamada telenovela, Amor Real, um grande sucesso de audiência e crítica. Na trama, fez par romântico com Fernando Colunga e novamente com Mauricio Islas. 
Em 2005 atuou ao lado de Jorge Salinas, Sergio Sendel e Natalia Esperón na novela La Esposa Virgen de Salvador Mejía Alejandre. 
Em 2008 interpretou a personagem Sofía Elizondo na novela Fuego en la Sangre. Esta novela ficou marcada como sendo a sua última participação no mundo das novelas. Desde então, a atriz se afastou do meio artístico. Apesar de ter se afastado do mundo das novelas e de não ser vista publicamente desde 2009, o sucesso alcançado em suas novelas levou a mesma ser considerada uma das eternas rainhas das novelas mexicanas.
Em 2022 foi eleita pela revista TVyNovelas como uma das 7 rainhas das telenovelas mexicanas de todos os tempos, em comemoração aos 70 anos do canal Las Estrellas.

## Filmografia

### Televisão
| Telenovelas | Telenovelas             | Telenovelas                                                           | Telenovelas           | Telenovelas  | Telenovelas    |
| Ano         | Titulo                  | Papel                                                                 | Nota                  | Emissora     | Pais de origem |
| ----------- | ----------------------- | --------------------------------------------------------------------- | --------------------- | ------------ | -------------- |
| 1984- 1987  | ¡¡Cachún cachún ra ra!! | Adela                                                                 | Participação especial | Televisa     | México         |
| 1984        | Principessa             | Alina                                                                 | Antagonista           | Televisa     | México         |
| 1985        | Juana Iris              | Romina                                                                | Co-Protagonista       | Televisa     | México         |
| 1987        | Yesenia                 | Yesenia Peréz                                                         | Protagonista          | Televisa     | México         |
| 1987-1988   | Quinceañera             | Maricruz Fernández                                                    | Protagonista          | Televisa     | México         |
| 1988-1989   | Dulce Desafío           | Lucero Sandoval                                                       | Protagonista          | Televisa     | México         |
| 1993-1994   | Guadalupe               | Guadalupe Zambrano Santos                                             | Protagonista          | Telemundo    | Estados Unidos |
| 1995-1996   | María Bonita            | María "Bonita" Reynoso de Sá                                          | Protagonista          | RTI Colombia | Colômbia       |
| 1997-1998   | María Isabel            | María Isabel Sánchez                                                  | Protagonista          | Televisa     | México         |
| 1998-1999   | El Privilegio de Amar   | Cristina Miranda/Cristina Velarde Hernández de Duval                  | Protagonista          | Televisa     | México         |
| 2001/2002   | El Manantial            | Adriana Valdés Rivero                                                 | Protagonista          | Televisa     | México         |
| 2003        | Amor Real               | Matilde Peñalver Beristen de Fuentes-Guerra                           | Protagonista          | Televisa     | México         |
| 2005        | La esposa virgen        | Virginia Alvárez Vda.de Ortiz                                         | Protagonista          | Televisa     | México         |
| 2008        | Fuego en la Sangre      | Sofía Elizondo Acevedo de Escandón/Sofía Elizondo Rodriguez de Robles | Protagonista          | Televisa     | México         |

### Cinema
| Ano  | Título                            | Papel | Notas                 |
| ---- | --------------------------------- | ----- | --------------------- |
| 1984 | Los amantes del señor de la noche |       | Não creditada         |
| 1985 | Un sábado más                     | Lucía | Participação especial |

## Prêmios e Indicações

### Prêmios TVyNovelas
| Ano  | Categoria                 | Trabalho nomeado        | Resultado |
| ---- | ------------------------- | ----------------------- | --------- |
| 2009 | Melhor atriz protagonista | Fuego en la sangre      | Indicada  |
| 2006 | Melhor atriz protagonista | La esposa virgen        | Indicada  |
| 2004 | Melhor atriz protagonista | Amor real               | Venceu    |
| 2002 | Melhor atriz protagonista | El Manantial            | Venceu    |
| 1999 | Melhor atriz jovem        | El privilegio de amar   | Venceu    |
| 1998 | Melhor atriz jovem        | María Isabel            | Venceu    |
| 1990 | Melhor atriz jovem        | Dulce desafío           | Venceu    |
| 1988 | Melhor atriz jovem        | Quinceañera             | Venceu    |
| 1987 | Melhor atriz jovem        | Yesenia                 | Indicada  |
| 1986 | Melhor atriz revelação    | Juana Iris              | Indicada  |
| 1985 | Melhor revelação comédia  | ¡¡Cachún cachún ra ra!! | Indicada  |

### Prêmios Bravo
| Ano  | Categoria                 | Trabalho nomeado | Resultado |
| ---- | ------------------------- | ---------------- | --------- |
| 2002 | Melhor atriz protagonista | El Manantial     | Venceu    |

### Prêmios Laurel de Oro
| Ano  | Categoria                 | Trabalho nomeado | Resultado |
| ---- | ------------------------- | ---------------- | --------- |
| 2005 | Melhor atriz protagonista | Amor real        | Venceu    |

### Prêmios El Heraldo
| Ano  | Categoria                 | Trabalho nomeado | Resultado |
| ---- | ------------------------- | ---------------- | --------- |
| 1985 | Melhor revelação feminina | —                | Venceu    |

### Prêmios Palmas de Oro
| Ano  | Categoria          | Trabalho nomeado | Resultado |
| ---- | ------------------ | ---------------- | --------- |
| 1988 | Melhor atriz jovem | Quinceañera      | Venceu    |

### Prêmios Sol de Oro
| Ano  | Categoria                 | Trabalho nomeado | Resultado |
| ---- | ------------------------- | ---------------- | --------- |
| 2004 | Melhor atriz protagonista | Amor real        | Venceu    |
| 2002 | Mejor actriz protagonista | El Manantial     | Venceu    |

### Prêmios ACE
| Aoo  | Categoria                 | Trabalho nomeado      | Resultado |
| ---- | ------------------------- | --------------------- | --------- |
| 2004 | Melhor atriz de TV cênica | Amor real             | Venceu    |
| 2002 | Melhor atriz de TV cênica | El Manantial          | Venceu    |
| 2000 | Melhor atriz de TV cênica | El privilegio de amar | Venceu    |

### Prêmios Califa de Oro
| Ano  | Categoria                 | Trabalho nomeado      | Resultado |
| ---- | ------------------------- | --------------------- | --------- |
| 2003 | Melhor atriz protagonista | Amor real             | Venceu    |
| 1999 | Melhor atriz protagonista | El privilegio de amar | Venceu    |

### Prêmios Fama
| Ano  | Categoria                 | Trabalho nomeado   | Resultado |
| ---- | ------------------------- | ------------------ | --------- |
| 2008 | Melhor atriz protagonista | Fuego en la sangre | Indicada  |